# عبد الله بن سراقة
عبد الله بن سراقة بن المعتمر العدوي القرشي صحابي جليل من قريش، قال ابن إسحاق شهد عبد الله مع النبي محمد ﷺ غزوة بدر ومابعدها من المشاهد، وقال الواقدي وموسى بن عقبة لم يشهد بدراً وشهد غزوة أحد ومابعدها من المشاهد، وهو أخو الصحابي عمرو بن سراقة.